# Antarctophthirus callorhini
Antarctophthirus callorhini är en insektsart som först beskrevs av Henry Fairfield Osborn 1899.  Antarctophthirus callorhini ingår i släktet Antarctophthirus och familjen sällöss. Inga underarter finns listade i Catalogue of Life.